# De Dion-Bouton Type HF
Der De Dion-Bouton Type HF ist ein Pkw-Modell aus der Zeit zwischen den beiden Weltkriegen. Hersteller war De Dion-Bouton aus Frankreich.

## Beschreibung
Das Modell erhielt am 8. September 1920 seine Zulassung von der nationalen Behörde. Es wurde in den Modelljahren 1921 und 1922 in Frankreich und dem Vereinigten Königreich angeboten. Vorgänger war der Type HD.
Der Vierzylindermotor hat 85 mm Bohrung, 130 mm Hub und 2951 cm³ Hubraum. Er war damals in Frankreich mit 15 Cheval fiscal (Steuer-PS) eingestuft. Die Motorleistung ist mit 24,3 BHP angegeben, was etwa 24,3 PS sind. Wie so viele Fahrzeuge aus dieser Zeit hat es ein festes Fahrgestell, Frontmotor, Kardanantrieb und Hinterradantrieb. Das Getriebe hat vier Gänge.
Der Radstand beträgt 3400 mm und die Spurweite 1350 mm. Die Höchstgeschwindigkeit ist mit etwa 75 km/h angegeben.
Bekannt sind Aufbauten als Tourenwagen, Limousine, Landaulet und Pullman-Limousine.
Es gab keinen Nachfolger dieser Größenklasse.